# Jim van Fessem
Jim van Fessem (Tilburg, 7 agosto 1975) è un ex calciatore olandese, di ruolo portiere.

## Palmarès

### Club

#### Competizioni nazionali
- Eerste Divisie: 1

De Graafschap: 2006-2007